# Noir in Festival 2016
Le Noir in Festival 2016, 26e édition du festival, s'est déroulé du 8 au 14 décembre 2016.

## Déroulement et faits marquants
Le film islandais The Oath - Le Serment d'Hippocrate (Eiðurinn) de Baltasar Kormákur remporte le prix du meilleur film et le film espagnol L'Homme aux mille visages (El hombre de las mil caras) de Alberto Rodríguez remporte le prix spécial du jury.

## Sélection

### En compétition officielle
- Il permesso - 48 ore fuori de Claudio Amendola  Italie
- Wulu de Daouda Coulibaly  Mali
- The Oath - Le Serment d'Hippocrate (Eiðurinn) de Baltasar Kormákur  Islande
- Iris de Jalil Lespert  France
- La Longue Nuit de Francisco Sanctis (La larga noche de Francisco Sanctis ) de Francisco Márquez et Andrea Testa  Argentine
- Blood Father de Jean-François Richet  France
- L'Homme aux mille visages (El hombre de las mil caras) de Alberto Rodríguez  Espagne
- Three de Johnnie To  Hong Kong

### Hors compétition
- Miss Peregrine et les Enfants particuliers (Miss Peregrine's Home for Peculiar Children) de Tim Burton  États-Unis
- Un sac de billes de Christian Duguay  France
- Prigioniero della mia libertà de Rosario Errico  Italie
- Beauté cachée (Collateral Beauty) de David Frankel  États-Unis
- Sarà per un’altra volta de Adriano Giannini  Italie
- It’s Fine Anyway de Marcello Saurino e Pivio  Italie

## Palmarès

### En compétition
- Prix du meilleur film : The Oath - Le Serment d'Hippocrate de Baltasar Kormákur.
- Prix spécial du jury : L'Homme aux mille visages de Alberto Rodríguez.
- Prix d'interprétation : Romain Duris pour son rôle dans Iris.
- Prix du public : Il permesso - 48 ore fuori de Claudio Amendola.